# Woody Harrelson
Woodrow Tracy (Woody) Harrelson (Midland, Texas, 23 juli 1961) is een Amerikaanse acteur. Hij is de enige acteur van de serie Cheers die genomineerd werd voor een Academy Award.

## Biografie

### Jeugd
Harrelson werd geboren als zoon van Charles Harrelson en Diane Lou Oswald. Deze zijn in 1964 gescheiden. Ook heeft hij twee broers. Zijn vader (overleden in maart 2007) was een professionele huurmoordenaar en is daar twee keer voor veroordeeld, één keer in 1968 en in 1978 na de moord op federale rechter John Wood. Harrelson groeide op in Lebanon (Ohio) bij zijn diepgelovige moeder.
Hij studeerde drama op het Hanover College in Indiana en haalde daar zijn graad in 1983.

### Carrière
Nadat hij geslaagd was, verhuisde Harrelson naar New York waar hij in 1985 gecast werd voor de rol van naïeve barkeeper Woody Boyd in de comedyserie Cheers. Voor deze rol won hij een Emmy Award in de categorie 'Grappigste nieuwkomer'.
In 1986 speelde hij voor het eerst in een speelfilm, Wildcats, samen met Goldie Hawn. Daarna speelde hij vooral kleine rollen totdat hij in de film Doc Hollywood een grotere rol kreeg. Daarna volgden Money Train, Indecent Proposal, Natural Born Killers en Kingpin, waarin hij een bowler speelt met een handprothese. In 2014 speelde hij in het eerste seizoen van de HBO-serie True Detective de rol van rechercheur Martin Hart. Van 2012 tot 2015 was hij te zien in The Hunger Games als Haymitch Abernathy.

### Privéleven
In 1985 trouwde Harrelson met Nancy Simon. Tien maanden later zijn ze gescheiden. Daarna trouwde Harrelson met Laura Louie. Samen hebben ze drie kinderen, Deni Montana, Zoe Giordano en Makani Ravello.
Harrelson is een groot voorstander van het legaliseren van marihuana en hennep in de Verenigde Staten. Op 1 juni 1996 werd hij gearresteerd in de staat Kentucky nadat hij demonstratief en symbolisch vier hennepzaadjes plantte. Hij wilde een proefproces aanspannen tegen de staat omdat er geen onderscheid gemaakt kon worden tussen industriële hennep en marihuana. Hij won de zaak.
Harrelson is ook een anti-oorlogsactivist en sprak vaak bij demonstraties tegen de invasie van Irak in 2003.
In September 2023 vergeleek hij de invasie van Irak met de genocide tegen de Oekraïense bevolking.